# 秋川渓谷瀬音の湯
座標: 北緯35度43分38秒 東経139度11分15秒 / 北緯35.72722度 東経139.18750度

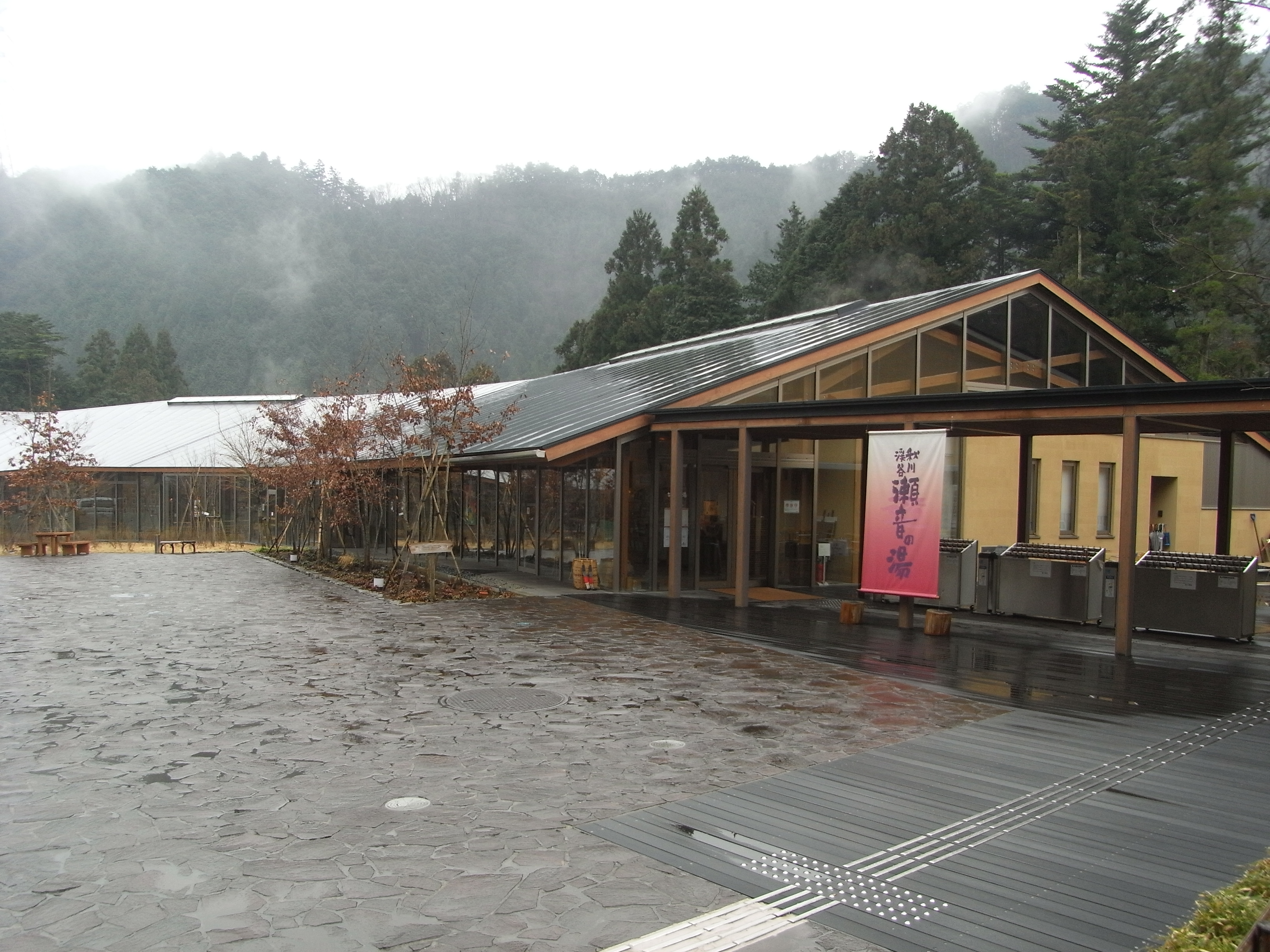
秋川渓谷瀬音の湯

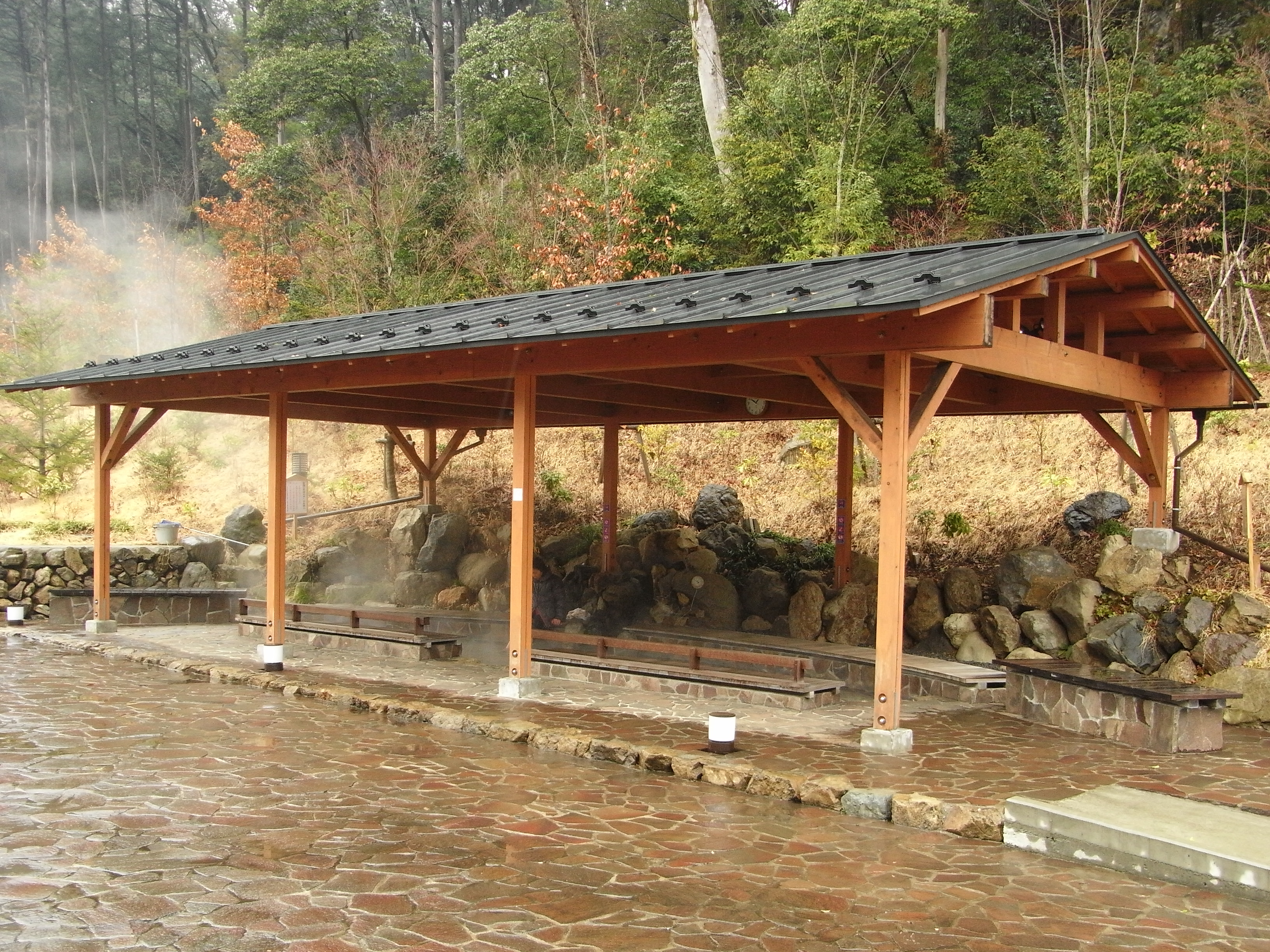
足湯が館外に設けられていて誰でも無料で利用できる。

秋川渓谷瀬音の湯（あきがわけいこくせおとのゆ）は東京都あきる野市にある日帰り入浴施設。2007年4月15日オープン。日帰り入浴の他に宿泊施設、地元農家の生産した朝採れ野菜などを販売する物産販売所「朝露（あさつゆ）」、地元食材を使用した料理を提供するレストラン「石舟Dining（いしぶねだいにんぐ）」、無料の足湯も敷地内に併設。
温泉は地下1,500ｍから汲み上げた源泉を使用。泉質はｐH10.01のアルカリ性単純温泉。触るとぬめりのある柔らかい湯触りが特徴。東京都心からのアクセスも良く、手軽に自然を味わえる温泉施設として親しまれている。
日本全国の温泉地が参加する「温泉総選挙」において過去3回全国1位を獲得。
【過去の実績】
- 温泉総選挙2019「うる肌部門」　全国第1位
- 温泉総選挙2020「うる肌部門」　全国第1位
- 温泉総選挙2021「うる肌部門」　全国第2位
- 温泉総選挙2022「うる肌部門」　全国第1位
- 温泉総選挙2023「うる肌部門」　全国第2位 / 審査員特別賞
- 温泉総選挙2024「美肌部門」　　全国第2位 / 関東エリア部門ランキング第1位

## アクセス
- 電車・バス
  - JR五日市線、武蔵五日市駅前バスターミナル1番のりば西東京バス「瀬音の湯経由上養沢行き」（檜52系統）秋川渓谷瀬音の湯下車（約17分）
  - 武蔵五日市駅前バスターミナル1番のりば「上養沢・払沢の滝入口・小岩・藤倉・数馬行き」、途中、十里木（じゅうりぎ）下車。十里木バス停より徒歩約8分
- 車の場合
  - 首都圏中央連絡自動車道（圏央道） あきる野インターチェンジより約30分。無料駐車場135台完備

## 周辺
- あきる野ふるさと工房
- 戸倉体験研修センター（戸倉しろやまテラス）
- 石舟橋（いしぶねばし）
- 小宮ふるさと自然体験学校
- 秋川渓谷 OTSU NATURE GARDEN
- 観光旅館　本陣
- コテージ森林
- 茶房むべ / 高橋敏彦　視覚デザイン研究室
- 龍珠院 / 乙津花の里
- 徳雲院
- 落合キャンプ場
- 十里木ランド
- やまざき酒舗
- 山渓
- 養沢センター
- 秋川国際マス釣場
- 黒茶屋

## 沿革
かつてこの地には「秋川長岳ケビン村」という自然体験型キャンプ場があった。キャンプ場運営は近隣にあった当時の小宮小学校のPTAが中心となって行っていた。PTA、地域、児童らが運営する全国的にも例を見ない運営形態であった。現在の瀬音の湯敷地内にはかつてバンガローが建っていた場所など当時の面影をわずかにうかがい知れることができる。
- 昭和27年（1952年）　東京都によりバンガローが建てられ、小宮村へ経営委託される。「秋川ケビン村」開村。
- 昭和30年（1955年）　小宮村で行っていた経営が小宮小中学校PTAに移管され、PTA運営による「秋川長岳ケビン村」がスタート。
- 昭和34年（1959年）　秋川長岳ケビン村等の物件を五日市町が東京都より買い受ける。
- 平成15年（2003年）　秋川長岳ケビン村閉村。
- 平成19年（2007年）　秋川渓谷 瀬音の湯開業。